# Hyloctistes
Genre
Hyloctistes est un genre de passereaux de la famille des Furnariidae. Ses deux espèces sont présentes en Amérique du Sud.

## Liste des espèces
D'après la classification de référence (version 2.2, 2009) du Congrès ornithologique international (ordre phylogénique) :
- Hyloctistes subulatus – Anabate forestier
- Hyloctistes virgatus – (?)